# Callichroma batesi
Callichroma batesi là một loài bọ cánh cứng trong họ Cerambycidae.